# Alpestre
Alpestre é um município brasileiro do estado do Rio Grande do Sul.

## Geografia
Localiza-se na latitude 27°14'56" sul e longitude 53°02'06" oeste, estando à altitude de 467 metros. Sua população é constituída por descendentes europeus: poloneses, italianos e alemães e conforme estimativas do IBGE de 2018, era de 6 458 habitantes.
Possui uma área de 324,98 km². É um município que conta com as águas do rio Uruguai e que faz divisa fluvial com o estado de Santa Catarina. Faz parte da Microrregião de Frederico Westphalen.
Na localidade de Santa Lúcia está localizada a curva do rio Uruguai. A curva marca o ponto extremo norte do rio e também do estado. No local está o monumento do Ponto Extremo Norte, que delimita o ponto mais setentrional do Rio Grande do Sul. Em Alpestre, o rio Uruguai é uma das fontes de água para a produção agrícola, sendo o fumo a principal cultura. É formado pela junção dos rios Canoas e Pelotas, na divisa entre o Rio Grande do Sul e Santa Catarina, com cerca de 2,2 mil quilômetros de extensão. No lado direito da curva foi construída a Barragem Foz do Chapecó. Localizada entre os municípios de Alpestre e São Carlos (SC), a hidrelétrica aproveita o potencial hídrico do rio Uruguai para gerar 855 megawatts de energia.

## Cultura
Em razão de uma certa semelhança com os Alpes suíços (Suíça), o falecido político Vicente de Paula Dutra, primeiro prefeito de Iraí, sugeriu o nome de Alpestre para a nova cidade. A partir de agosto de 1963, a denominação se tornou definitiva.
Alpestre tornou-se conhecida por uma grande festa, a Oktoberfest. Iniciada por volta do ano de 1989, a Oktoberfest reúne centenas de admiradores em lugar próprio e acolhedor, dando a cidade de Alpestre um glorioso significado cultural.

## Pontos turísticos
Um dos principais pontos turísticos do município é a Usina Hidrelétrica Foz do Chapecó, que iniciou as suas atividades geradoras em 2010.